# Reason for the Season
Reason for the Season es el tercer álbum solista del cantante estadounidense Mike Love. Fue editado el 26 de octubre de 2018. El álbum contiene villancicos tradicionales, nuevas canciones y regrabaciones de "Little St. Nick" (de The Beach Boys) y "Alone on Christmas Day", una canción inédita grabada por The Beach Boys en 1977. El álbum fue editado en disco compacto y vinilo transparente con salpicaduras rojas y verdes.
El álbum fue grabado principalmente en el estudio casero de Love en Lake Tahoe en las montañas de Sierra Nevada. Presenta a los hijos de Love, Ambha, Brian, Christian y Hayleigh, que proporcionan voces corales en cinco pistas, y su hermana Maureen como arpista en "O Holy Night". También presenta una aparición especial de Hanson en "Finally It's Christmas", la canción principal de su álbum navideño de 2017. A principios de 2018, Love colaboró con Hanson en una nueva grabación de "It's OK" de The Beach Boys. Hanson también grabó "Little St. Nick" para su álbum navideño de 1997, Snowed In.
La foto de portada de la Aurora Boreal fue tomada por Brian Love frente a una isla en Noruega. La contraportada muestra una foto de Mike Love de niño jugando con Lionel Trains debajo de un árbol de Navidad.
Love lanzó videos musicales para la canción principal y "Finally It's Christmas".
El álbum alcanzó el n. ° 4 en la lista Billboard's Holiday Album Chart y el n. ° 6 en Independent Albums Chart. Kevin Coffey de Omaha World-Herald lo incluyó en su lista de la mejor música navideña de 2018.
Los Beach Boys interpretaron temas de este álbum durante su gira de vacaciones de 2018.

## Lista de canciones
| N.º | Título                                                | Duración |  |
| 1.  | «Celestial Celebration»                               | 2:38     |  |
| 2.  | «Finally, It's Christmas» (featuring Hanson)          | 3:34     |  |
| 3.  | «Little St. Nick»                                     | 2:09     |  |
| 4.  | «Must Be Christmas» (con Ambha Love & Christian Love) | 3:39     |  |
| 5.  | «Jingle Bell Rock»                                    | 2:18     |  |
| 6.  | «Alone on Christmas Day»                              | 4:05     |  |
| 7.  | «Reason for the Season»                               | 3:08     |  |
| 8.  | «Do You Hear What I Hear» (con All Love)              | 3:37     |  |
| 9.  | «Away in a Manger» (con All Love)                     | 2:33     |  |
| 10. | «Bring a Torch» (feat. Hayleigh Love & Brian Love)    | 3:04     |  |
| 11. | «O Come All Ye Faithful» (con All Love)               | 3:19     |  |
| 12. | «O Holy Night» (con All Love)                         | 4:15     |  |

## Créditos
- Mike Love – voz
- Bruce Johnston – coros
- Scott Totten – guitarra, percusión, coros
- Jeffrey Foskett – guitarra rítmica, voz
- John Cowsill – batería
- Pete Min – guitarra de doce cuerdas
- Jebin Bruni – teclados
- Maureen Love – arpa
- Kaveh Rastegar – batería
- Michael Lloyd – bajo, batería, guitarra, arpa, coros
- Brian Eichenberger – bajo, coros
- Tim Bonhomme – teclados, piano
- Abe Rounds – batería
- Josh Edmondson – guitarra
- Randy Leago – saxofón, flauta
- Keith Hubacher – bajo
- Christian Love – voz y coros
- Brian Love – voz y coros
- Hayleigh Love – voz y coros
- Ambha Love – voz y coros
- Hanson – coros en "Finally It's Christmas"
- Matthew Jordan – arreglos, coros, teclados